# Joan Verdú
 (août 2019).
Si vous disposez d'ouvrages ou d'articles de référence ou si vous connaissez des sites web de qualité traitant du thème abordé ici, merci de compléter l'article en donnant les références utiles à sa vérifiabilité et en les liant à la section « Notes et références ».
Joan Verdú Fernández, né le 5 mai 1983 à Barcelone, est un footballeur espagnol qui évolue au poste de milieu relayeur.

## Biographie
Joan Verdú rejoint La Masia du FC Barcelone en 1998 à l'âge de quinze ans. Il reste pendant huit années dans les rangs du FC Barcelone.

## Palmarès
- Deportivo La Corogne
  - Vainqueur de la Coupe Intertoto : 2008